# Central Espírito-Santense
Central Espírito-Santense is een van de vier mesoregio's van de Braziliaanse deelstaat Espírito Santo. Zij grenst aan de Atlantische Oceaan in het oosten en zuidoosten, de mesoregio Sul Espírito-Santense in het zuiden en zuidwesten, de deelstaat Minas Gerais in het westen en de mesoregio's Noroeste Espírito-Santense in het noordwesten en Litoral Norte Espírito-Santense in het noordoosten. De mesoregio heeft een oppervlakte van ca. 10.676 km². Midden 2004 werd het inwoneraantal geschat op 1.892.795.
Vier microregio's behoren tot deze mesoregio:
- Afonso Cláudio
- Guarapari
- Santa Teresa
- Vitória

Mesoregio's: Central Espírito-Santense · Litoral Norte Espírito-Santense · Noroeste Espírito-Santense · Sul Espírito-Santense

Microregio's: Afonso Cláudio · Alegre · Barra de São Francisco · Cachoeiro de Itapemirim · Colatina · Guarapari · Itapemirim · Linhares · Montanha · Nova Venécia · Santa Teresa · São Mateus · Vitória